# Тетис (муниципалитет)
Тетис (исп. Tetiz) — муниципалитет в Мексике, штат Юкатан, с административным центром в одноимённом посёлке. Численность населения, по данным переписи 2010 года, составила 4725 человек.

## Общие сведения
Название произошло от майянского Tet-iz, что можно перевести как: выведение, селекция батата.
Площадь муниципалитета равна 337 км², что составляет 0,84 % от площади штата, а максимальная высота равна 6 метрам над уровнем моря.
Он граничит с другими муниципалитетами Юкатана: на севере с Хунукмой, на востоке с Самахилем, на юге с Кинчилем, и на западе с Селестуном.

## Учреждение и состав
Муниципалитет был образован в 1918 году, в его состав входит 6 населённых пунктов, самые крупные из которых:
| Код INEGI                  | Населённый пункт                                                            | Численность населения (2005 год) | Численность населения (2010 год) |
| -------------------------- | --------------------------------------------------------------------------- | -------------------------------- | -------------------------------- |
| 087                        | Всего                                                                       | 4468                             | 4725                             |
| 0001                       | Тетис (исп. Tetiz) 20°57′44″ с. ш. 89°56′02″ з. д. (административный центр) | 3747                             | 3939                             |
| 0002                       | Нохуаюн (исп. Nohuayún) 20°58′34″ с. ш. 89°58′13″ з. д.                     | 712                              | 777                              |
| 0085                       | Сан-Мануэль (исп. San Manuel) 20°58′36″ с. ш. 89°55′02″ з. д.               | 2                                | 3                                |
| —                          | Прочие                                                                      | 7                                | 6                                |
| Названия на карте Генштаба |                                                                             |                                  |                                  |

## Экономика
По статистическим данным 2000 года, работоспособное население занято по секторам экономики в следующих пропорциях:
- сельское хозяйство и скотоводство — 46,1 %;
- торговля, сферы услуг и туризма — 36,3 %;
- производство и строительство — 16,8 %;
- безработные — 0,8 %.

## Инфраструктура
По статистическим данным 2010 года, инфраструктура развита следующим образом:
- протяжённость дорог: 58,7 км;
- электрификация: 97,2 %;
- водоснабжение: 85,2 %;
- водоотведение: 38,3 %.

## Достопримечательности
В муниципалитете можно посетить церковь Святого Бернардина, построенную в XVII веке, а также археологические памятники цивилизации майя.

## Фотографии

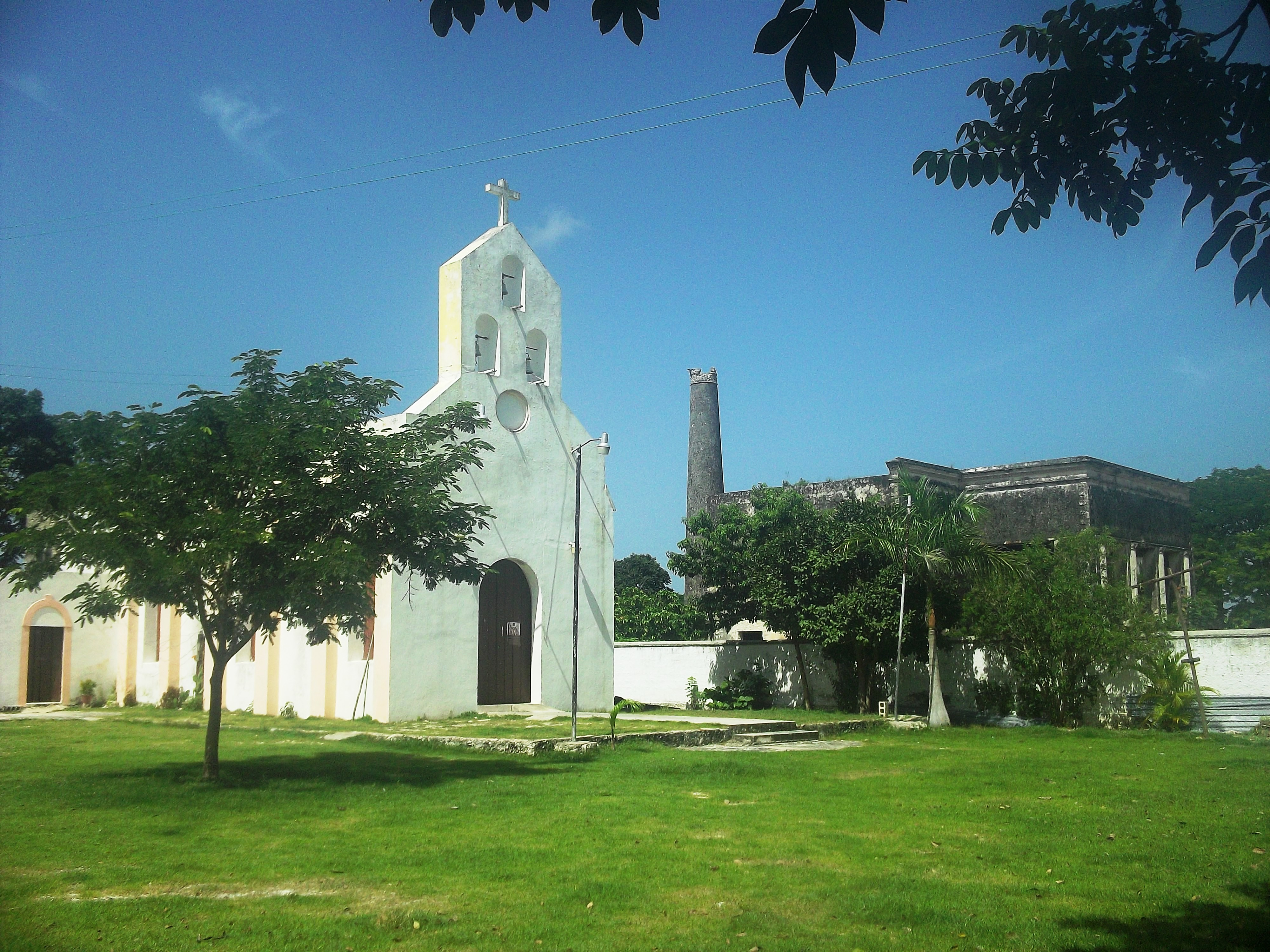
Церковь в Ноуаюне
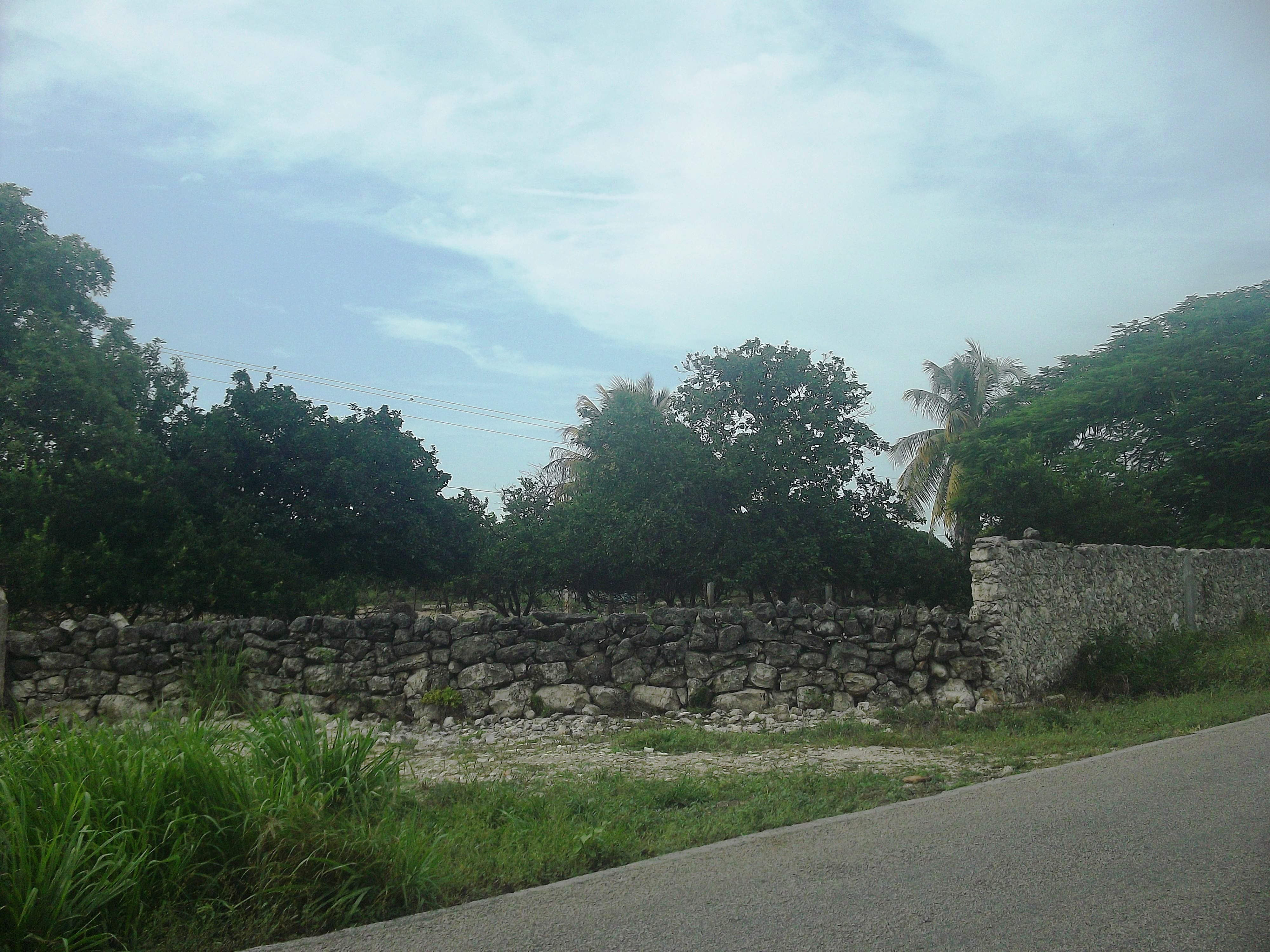
Вид на Санта-Сесилию